# Ебба Андерссон
Ебба Андерссон (швед. Ebba Andersson) — шведська лижниця, олімпійська медалістка, триразова чемпіонка світу та призерка світових першостей.
Срібну олімпійську медаль Андерссон виборола разом із естафетною шведською жіночою четвіркою на Пхьончханській олімпіаді в естафеті 4х5 км.
Чемпіонкою світу Андерссон також стала як член естафетної команди на чемпіонаті світу 2019 року в австрійському Зефельді.

## Виступи на Олімпійських іграх
| Рік  | Вік | 10 км | Скіатлон 15 км | 30 км мас-старт | Спринт | Естафета 4 × 5 км | Командний спринт |
| ---- | --- | ----- | -------------- | --------------- | ------ | ----------------- | ---------------- |
| 2018 | 20  | 13    | 4              | 13              | —      | Срібло            | —                |
| 2022 | 24  | 6     | 10             | —               | —      | Бронза            | —                |

## Виступи на чемпіонатах світу
| Рік  | Вік | 10 км  | Скіатлон 15 км | 30 км мас-старт | Спринт | Естафета 4 × 5 км | Командний спринт |
| ---- | --- | ------ | -------------- | --------------- | ------ | ----------------- | ---------------- |
| 2017 | 19  | —      | 22             | 17              | —      | Срібло            | —                |
| 2019 | 21  | 16     | —              | 6               | —      | Золото            | —                |
| 2021 | 23  | Бронза | Бронза         | 4               | —      | 6                 | —                |
| 2023 | 25  | Бронза | Золото         | Золото          | —      | Бронза            | —                |